# Mick Cain
Mick Cain (ur. 4 sierpnia 1978 w Chicago) – amerykański aktor telewizyjny i filmowy.

## Życiorys
Urodził się w Chicago w stanie Illinois. Ma trzy siostry (w tym dwie są bliźniaczkami) i dwóch braci. W wieku piętnastu lat zaczął trenować w renomowanym Steppenwolf Theatre w Chicago. Studiował na the Barat Theatre and Dance Conservatory również w Chicago, gdzie odebrał licencjat. Oprócz aktorstwa, Mick zajmuje się również muzyką. W szkole średniej założył zespół G-suit, gdzie grał na gitarze basowej.
Po raz pierwszy pojawił się na szklanym ekranie w 1995 w teledysku do piosenki „Don't Tell Me” grupy Van Halen. Zanim wcielił się w rolę Clarke'a „C.J.” Garrisona Jr. (jako szósty odtwórca C.J.-a) i dołączył do obsady opery mydlanej CBS Moda na sukces (The Bold and the Beautiful, (1998–2001, 2002–2003, 2004, 2007, 2010, 2017-2018), zdążył zagrać w kilku serialach, m.in. Krok za krokiem (Step by Step, 1997) z Patrickiem Duffym i Suzanne Somers oraz Aniołek z piekła rodem (Teen Angel, 1997).

## Rodzina
Jest partnerem życiowym aktorki Schae Harrison, która w Modzie na sukces zagrała postać Darli Einstein Forrester. Mają syna Havena Jude'a (ur. 13 grudnia 2003), który w Modzie na sukces w 2004 grał malutką córeczkę Darli − Alexandrię Forrester.

## Filmy
- 1996: Skandal w Hollywood (The Making of a Hollywood Madam, TV) jako Jesse Fleiss
- 1996: Nieme kłamstwa (Silent Lies) jako Billy MacIntyre
- 1997: Dust jako William Kincaid
- 1999: Kontrakt (The Contract) jako chłopak Heather
- 2000: W Krainie Białych Wilków (White Wolves III: Cry of the White Wolf) jako Jack
- 2003: Droga śmierci (Dead End) jako Richard Harrington

### Seriale TV
- 1995: Jak dwie krople czekolady (Sister, Sister) jako Baldwin
- 1997: Aniołek z piekła rodem (Teen Angel) jako Derek/Wyzyskiwacz
- 1997: Krok za krokiem (Step by Step) jako Dylan/Drew
- 1998–2001, 2002–2003, 2004, 2007, 2010, 2017–: Moda na sukces'' (The Bold and the Beautiful, serial TV) jako Clarke 'C.J.' Garrison Jr. (#6)
- 2002: Andy Richter Controls the Universe jako Alex